# Ptičje stopalo
Stopalo ptica pokazuje niz posebnosti u građi u odnosu na druge kralježnjake.

## Osnovna građa
Ptice nemaju skočni odnosno tarzalni zglob građen kao sisavci, jer su im gornje kosti skočnog zgloba srasle uz cjevanicu u tibiotarzus, a donji red je srastao sa srednjom stopalnom kosti u tarzometatarzus. Umjesto složenog tarzalnog zgloba, nastala je jednostavna veza između kostiju koja se naziva intertarzalni zglob.
Srednje stopalo podupire već spomenuta srednja stopalna kost, tarsometatarsus. Neovisno o broju prstiju, postoji samo jedan tarzometatarzus. Sa stražnje strane njegovog gornjeg dijela postoji koštani nabor hypotarsus su ulegnućima ili kanalima za tetive mišića prstiju. 
Broj prstiju je različit od vrste do vrste ptica i kreće se od dva do četiri. Većina ptica ima četiri prasta, a samo jedna jedina vrsta, noj, ima dva prsta. Broj članaka (Phalange) u prstima je za jedan veći od rednog broja prsta, tako da prvi ima dva članka, drugi ih ima tri, treći četiri a četvrti prst ima pet članaka. 

## Raspored prstiju
Tipovi stopala ptica se razlikuju brojem prstiju i njihovim rasporedom.
Najčešći oblik rasporeda prstiju naziva se anisodaktilija (anysodactylia). Kod tog oblika rasporeda, prvi je prst okrenut prema natrag, a preostala tri prema naprijed.
Drugi najčešći oblik stopala kod ptica je zigodaktilija (zygodactilia). Kod tog oblika stopala prvi i četvrti prst okrenuti su prema natrag, a drugi i treći prema naprijed. Ovaj oblik stopala tipičan je za papige, sovovke i kukavice.
Kad prvi prst ne postoji, oblik takvog stopala naziva se tridaktilija (tridactylia). Takva "troprstost" je česta kod nojevki, odnosno, ptica koje ne lete (emu, nandu, kazuar), droplje, pelikanki kao i kod velikog dijela močvarica.
Kod sindaktilije (syndaktylia) su drugi i treći prst djelomično srasli. Takvo stopalo imaju vodomari i drugi predstavnici modrivrana.
Pojava da ptica ima samo dva prsta poznata je samo kod nojeva, a naziva se didaktilija (didactylia).

## Koža na stopalima
Zadnji članak na prstima kod gotovo svih ptica ima šiljasti oblik kandže. Kod vodenih ptica, kao na primjer kod patkarica, između prstiju su se razvili kožni nabori i dobili oblik koji nazivamo plivaćim kožicama.